# Trichocerca bambekei
Trichocerca bambekei är en hjuldjursart som först beskrevs av Mola 1913.  Trichocerca bambekei ingår i släktet Trichocerca och familjen Trichocercidae. Inga underarter finns listade i Catalogue of Life.